# Eritema multiforme
El eritema multiforme o eritema polimorfo es una enfermedad de la piel de presentación aguda o crónica recurrente, de naturaleza inmunológica, que se caracteriza por lesiones eritematosas de la piel y vesículas o ampollas de las mucosas. Se puede desencadenar después de una infección o de la exposición a fármacos.

## Epidemiología
El eritema multiforme se puede presentar a cualquier edad, con mayor frecuencia entre la segunda y tercera década de vida. Es raro en niños. La incidencia anual global varía entre 0,8 a 6 por millón al año.
Se presenta más en hombres que en mujeres, en una proporción de 3:2.

## Etiología
La etiología del eritema multiforme es desconocida. Sin embargo, su ocurrencia se ha asociado con una serie de infecciones. La asociación más frecuente es con la infección por Herpes simple, seguido por la hepatitis y la mononucleosis infecciosa. Algunas infecciones bacterianas (comúnmente Mycoplasma) y enfermedades por hongos también están asociadas. A continuación se enumeran las infecciones que se han asociado con la enfermedadad.
| Virus                   | Bacterias                 | Hongos          | Protozoos     |
| ----------------------- | ------------------------- | --------------- | ------------- |
| VIH                     | Estreptococo β hemolítico | Coccidiomicosis | Malaria       |
| Adenovirus              | Brucelosis                | Dermatofitosis  | Tricomoniasis |
| Virus Coxsackie         | Difteria                  | Histoplasmosis  |               |
| Virus de Epstein-Barr   | Micobacteria              |                 |               |
| Hepatitis A, B y C      | Mycoplasma pneumoniae     |                 |               |
| Herpes simple 1 y 2     | Tularemia                 |                 |               |
| Herpes Zóster           | Fiebre tifoidea           |                 |               |
| Influenza tipo A        |                           |                 |               |
| Linfogranuloma inguinal |                           |                 |               |
| Linfogranuloma venéreo  |                           |                 |               |
| Parotiditis             |                           |                 |               |
| Poliomielitis           |                           |                 |               |
| Psitacosis              |                           |                 |               |
| Rickettsia              |                           |                 |               |
| Vaccinia                |                           |                 |               |
| Viruela                 |                           |                 |               |

Otras causas incluyen reacciones a fármacos, más comúnmente a sulfas, Fenitoína, Barbituratos, Penicilinas, y alopurinol, o un sinfín de dolencias internas.
El eritema multiforme persistente (crónico) se ha relacionado con la ingestión de benzoatos en formas naturales y artificiales, incluyendo el ácido benzoico, que existe naturalmente en algunas frutas y benzoato de sodio, un conservante de alimentos comunes.

## Cuadro clínico
La condición varía desde una erupción leve, auto-limitada de eritema multiforme menor a una forma grave, mortal conocida como Eritema multiforme mayor (o Eritema multiforme majus) que también involucra a las membranas mucosas. Esta forma severa puede estar relacionada con el síndrome de Stevens–Johnson. La forma leve es mucho más común que la forma severa. El diagnóstico se confirma por biopsia.
La forma leve se presenta generalmente con prurito leve (aunque también puede ser muy severo), parches rojos, simétricamente dispuestos y a partir de las extremidades. A menudo toma la apariencia de lesión clásica en diana, con un anillo rojo alrededor de un centro pálido. Habitualmente la resolución ocurre entre 7 y 10 días. Los individuos con Eritema multiforme persistente (crónico) a menudo presentan en la primera semana una forma dolorosa en un sitio de lesión, por ejemplo, un rasguño menor o abrasión. La irritación o presión incluso de la ropa puede causar que el dolor del eritema continúe expandiéndose a lo largo de sus márgenes durante semanas o meses, mucho después de que el dolor original en el centro se cure.

## Tratamiento
El Eritema multiforme es autolimitado , con frecuencia desaparece espontáneamente y no requiere ningún tratamiento. La conveniencia de la terapia glucocorticoide puede ser incierta, ya que es difícil determinar si el curso estará autolimitado.
|                                                  |
| Reacción de Eritema multiforme a un antibiótico. |

|                                                                                                 |
| "Eritema multiforme major" ( SIndrome de Stevens–Johnson ); el cual semeja "eritema multiforme" |

|                                                                           |
| Lesiones en blanco de Eritema Multiforme en la pierna, Nell Brigham, 2011 |